# Monte Alegre, Mochitlán
Monte Alegre är en ort i Mexiko.   Den ligger i kommunen Mochitlán och delstaten Guerrero, i den södra delen av landet, 220 km söder om huvudstaden Mexico City. Monte Alegre ligger 1 566 meter över havet och antalet invånare är 610.
Terrängen runt Monte Alegre är kuperad norrut, men söderut är den bergig. Runt Monte Alegre är det glesbefolkat, med 20 invånare per kvadratkilometer. Närmaste större samhälle är Chilapa de Alvarez, 16,6 km nordost om Monte Alegre. I omgivningarna runt Monte Alegre växer huvudsakligen savannskog.